# Закарінське сільське поселення
Зака́рінське сільське поселення (рос. Закаринское сельское поселение) — адміністративна одиниця у складі Слободського району Кіровської області Росії. Адміністративний центр поселення — село Закаріньє.

## Історія
Станом на 2002 рік на території сучасного поселення існували такі адміністративні одиниці:
- Закарінський сільський округ (село Закаріньє, присілки Баталово, Спаське, Шабалінське, Широво)
- Роговський сільський округ (село Рогове, присілки Бахієво, Вороньє, Кардаші, Качушинці, Лапіхінці, Маклаки, Ярославль)

Поселення було утворене згідно із законом Кіровської області від 7 грудня 2004 року № 284-ЗО у рамках муніципальної реформи шляхом об'єднання Закарінського та Роговського сільських округів.

## Населення
Населення поселення становить 545 осіб (2017; 542 у 2016, 579 у 2015, 571 у 2014, 593 у 2013, 619 у 2012, 662 у 2010, 920 у 2002).

## Склад
До складу поселення входять 13 населених пунктів:
| Населений пункт       | Населення, осіб (2002) | Населення, осіб (2010) |
| --------------------- | ---------------------- | ---------------------- |
| Баталово, присілок    | 0                      | 0                      |
| Бахієво, присілок     | 0                      | 0                      |
| Вороньє, присілок     | 0                      | 0                      |
| Закаріньє, село       | 412                    | 306                    |
| Кардаші, присілок     | 2                      | 0                      |
| Качушинці, присілок   | 3                      | 3                      |
| Лапіхінці, присілок   | 3                      | 0                      |
| Маклаки, присілок     | 3                      | 0                      |
| Рогове, село          | 393                    | 283                    |
| Спаське, присілок     | 26                     | 23                     |
| Шабалінське, присілок | 7                      | 4                      |
| Широво, присілок      | 0                      | 0                      |
| Ярославль, присілок   | 71                     | 43                     |